# Аббасов, Рамазан Фазиль оглы
Рамаза́н Фази́ль оглы́ Абба́сов (азерб. Ramazan Fazil oğlu Abbasov; род. 22 сентября 1983, Салах, Иджеванский район, Армянская ССР, СССР) — азербайджанский футболист, полузащитник. Выступал за сборную Азербайджана.

## Клубная карьера
С 1990 по 1995 год выступал в детском футбольном клубе «Металлург» из города Гянджа. В 1996—1999 годах обучался в детской футбольной школе «Гянджлик» из города Баку. Окончил факультет спортивных игр Азербайджанской государственной академии физической культуры.
Профессиональную клубную карьеру начал в 17 лет с дублирующего состава команды «Динамо» (Баку), выступавшего в высшей лиги чемпионата Азербайджана. В 2002 году переведён в основной состав клуба.
В связи со службой в армии, в 2005—2006 годах защищал цвета бакинского ЦСКА. По завершении службы вновь вернулся в «Динамо», которое к тому времени было уже переименовано в «Бакы». В 2007—2008 играл за клуб «Нефтчи» (Баку). В 2008—2009 снова играл за «Баку». В 2009 перешёл в «Хазар-Ленкорань», в 2011 играл за клуб «Гянджа». С середины 2011 (с небольшим перерывом) выступает за «Ряван».

## Сборная Азербайджана
Дебютировал в составе сборной в товарищеском матче против команды Украины 28 февраля 2006 года. Полноценный дебют в официальных матчах состоялся в Баку, 2 июня 2007 года в рамках отборочных матчей чемпионата Европы по футболу против сборной Польши.
Выступал также за олимпийскую сборную Азербайджана (до 21 года).

## Семья
Семья состоит из 4 человек: мать и 2 сестры. Женат. Есть дочка.